# 쿠안두쿠방구주

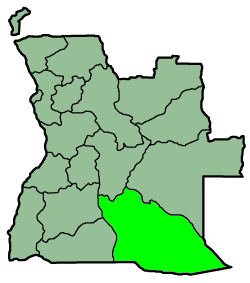
쿠안두쿠방구주의 위치

쿠안두쿠방구주(Cuando Cubango)는 앙골라의 주로, 주도는 메농그이며 면적은 199,049 km2, 인구는 약 140,000명이다. 1988년 미국 정부의 통계 자료에 따르면 도시 지역에 거주하는 인구는 125,600명, 농촌 지역에 거주하는 인구는 3,600명이었다. 남쪽으로는 나미비아, 동쪽으로는 잠비아와 국경을 맞대고 있으며 주 이름은 쿠안두강과 오카방고강(쿠방구강)에서 유래된 이름이다.